# Мякуш, Владимир Викторович
Влади́мир Ви́кторович Мя́куш (20 мая 1948, Митрофановское, Челябинская область) — советский и российский государственный деятель. Председатель Законодательного собрания Челябинской области в 2005—2021 годах. Возглавлял Федерацию хоккея Челябинской области.

## Биография
Выпускник инженерно-строительного факультета ЧПИ. Работал электрослесарем на комбинате строительных материалов и изделий треста «Челябметаллургстрой». В 1977 году был назначен на должность заместителя начальника управления «Промстрой-3», в 1984 избран председателем профсоюзного комитета объединения «Челябметаллургстрой». С 1986 года — заместитель начальника объединения по кадрам и быту. В 1992 году возглавил АО «Сфера» «Челябметаллургстроя», в которое вошли объекты соцкультбыта: общежития, профилакторий и бассейн. До 2001 года был председателем совета директоров АО «Челябметаллургстрой».
В 1998 году впервые избран депутатом Законодательного собрания Челябинской области. С 2000 по 2005 год — первый заместитель председателя Заксобрания, возглавлял комитет по финансово-бюджетной политике. 25 июня 2005 года, после смерти Виктора Давыдова, на пленарном заседании парламента избран председателем Законодательного собрания. Впоследствии избирался ещё четырежды: в последний раз после выборов 2020 года. Возглавлял комитет по бюджету и налогам.
В 2005—2020 годах — секретарь Челябинского регионального отделения партии «Единая Россия».

## Награды
Награждён медалью ордена «За заслуги перед Отечеством» II степени, юбилейной медалью «В ознаменование 100-летия со дня рождения В. И. Ленина». За значительный вклад в становление законодательной базы награждён орденами Почёта (2008), Дружбы (2013) и Александра Невского (2019). Почётный гражданин Челябинской области (2010).
- Медаль «За вклад в развитие Челябинской области» (18 мая 2023 года) — За заслуги в государственной, политической и общественной деятельности, получившей широкую общественную известность и признательность[4].
- Благодарность Президента Российской Федерации (7 апреля 2017 года) — за активное участие в общественно-политической жизни российского общества[5]